# اندیس کوه گیر
کوه گیر یک اندیس فلزی است که در حوالی شهر رامشک استان سیستان و بلوچستان قرار دارد و مادهٔ معدنی موجود در آن، مس است.  